# Учкудуцький район
Учкудуцький район (узб. Учқудуқ тумани, Uchquduq tumani) — район у Навоїйській області Узбекистану. Утворений 25 березня 1982 року. Адміністративний центр — місто Учкудук.

## Географія
Район розташований у західній частині Навоїйської області. Зі сходу межує з Канімеським і Тамдинським районами Навоїйської області, з півдня — з Пешкунським районом Бухарської області, із заходу — з республікою Каракалпакстан. З півночі район межує із Казахстаном (243 км).
Площа району становить 46,63 тис. км². (4662855 га) з них:
- Сільськогосподарські землі — 3862357 га, в тому числі рілля — 120 га;
- Пасовища — 3862237 га;
- Ліси — 575098 га;
- Автомобільні дороги та залізниці  — 3040 га;
- Соціальні об'єкти, вулиці, площі — 3850 га;
- Інші землі (які не використовуються в сільському господарстві, землі промислових підприємств, об'єкти обслуговування та інше) — 218 510 га.

Площа району в 2,5 рази більша за площу трьох областей Ферганської долини Узбекистану (Ферганська область — близько 6800 км², Наманганська область — 7440 км² та Андижанська область — 4 240 км², разом — 18480 км²).
Більшу частину території району займають піски пустелі Кизилкум, за винятком окремих оаз, в яких, в основному, розташовані населенні пункти: Учкудук, Кулкудук, Юзкудук, Кокпатас, Контай та інші.

## Населення
Населення Учкудукского району становить 35,1 тисяч осіб. Національний склад: узбеки — 52,6 % (18,5 тис. Чол.), Росіяни — 12,8 % (4,5 тис. осіб), українці — 1,8 % (0,6 тис. осіб), казахи — 26,0 % (9,1 тис. осіб) та ін. — 6,8 % (2,4 тис. осіб).

## Економіка
Основним промисловим підприємством на території району є північне рудоуправління Навоїйського гірничо-металургійного комбінату (НГМК), який був утворений для видобутку уранової руди відкритим і підземним способом на базі Учкудукського родовища. Зараз основними видами діяльності рудоуправління є:
- видобуток і переробка урану методом підземного вилуговування (гідрометалургійний завод № 3 (ГМЗ-3));
- видобуток і переробка золотовмісних руд родовища «Кокпатас»;
- завод з виробництва сірчаної кислоти;
- видобуток і обробка мармурів, гранітів та інших будівельних матеріалів.

Район також спеціалізується на виробництві сільгосппродукції